# روستاوي
روستاوي (بالإنجليزية: Rustavi)‏ هي مدينة تقع في جورجيا في كفيمو كارتلي. يقدر عدد سكانها بـ 122,900 نسمة .

## المناخ
يظهر الجدول التالي التغييرات المناخية على مدار السنة لروستاوي:
| البيانات المناخية لـروستاوي       | البيانات المناخية لـروستاوي | البيانات المناخية لـروستاوي | البيانات المناخية لـروستاوي | البيانات المناخية لـروستاوي | البيانات المناخية لـروستاوي | البيانات المناخية لـروستاوي | البيانات المناخية لـروستاوي | البيانات المناخية لـروستاوي | البيانات المناخية لـروستاوي | البيانات المناخية لـروستاوي | البيانات المناخية لـروستاوي | البيانات المناخية لـروستاوي | البيانات المناخية لـروستاوي |
| الشهر                             | يناير                       | فبراير                      | مارس                        | أبريل                       | مايو                        | يونيو                       | يوليو                       | أغسطس                       | سبتمبر                      | أكتوبر                      | نوفمبر                      | ديسمبر                      | المعدل السنوي               |
| --------------------------------- | --------------------------- | --------------------------- | --------------------------- | --------------------------- | --------------------------- | --------------------------- | --------------------------- | --------------------------- | --------------------------- | --------------------------- | --------------------------- | --------------------------- | --------------------------- |
| متوسط درجة الحرارة الكبرى °م (°ف) | 6.3 (43.3)                  | 7.9 (46.2)                  | 12.4 (54.3)                 | 19.6 (67.3)                 | 24.8 (76.6)                 | 28.6 (83.5)                 | 31.9 (89.4)                 | 31.6 (88.9)                 | 27.0 (80.6)                 | 20.3 (68.5)                 | 13.4 (56.1)                 | 8.2 (46.8)                  | 19.3 (66.8)                 |
| المتوسط اليومي °م (°ف)            | 2.0 (35.6)                  | 3.4 (38.1)                  | 7.3 (45.1)                  | 13.6 (56.5)                 | 18.6 (65.5)                 | 22.5 (72.5)                 | 25.8 (78.4)                 | 25.4 (77.7)                 | 21.1 (70.0)                 | 14.8 (58.6)                 | 8.8 (47.8)                  | 4.0 (39.2)                  | 13.9 (57.1)                 |
| متوسط درجة الحرارة الصغرى °م (°ف) | −2.3 (27.9)                 | −1.1 (30.0)                 | 2.2 (36.0)                  | 7.6 (45.7)                  | 12.5 (54.5)                 | 16.4 (61.5)                 | 19.8 (67.6)                 | 19.3 (66.7)                 | 15.3 (59.5)                 | 9.4 (48.9)                  | 4.3 (39.7)                  | −0.3 (31.5)                 | 8.6 (47.5)                  |
| الهطول مم (إنش)                   | 21 (0.8)                    | 27 (1.1)                    | 32 (1.3)                    | 46 (1.8)                    | 75 (3.0)                    | 69 (2.7)                    | 41 (1.6)                    | 40 (1.6)                    | 37 (1.5)                    | 41 (1.6)                    | 34 (1.3)                    | 22 (0.9)                    | 485 (19.2)                  |
| المصدر: Climate-Data.org          |                             |                             |                             |                             |                             |                             |                             |                             |                             |                             |                             |                             |                             |

## المدن التوأمة
مدن وودج و كنجه هي مدن توأمة لـروستاوي.

## أعلام
- زوراب مينتشافيلي
- جورج ريخفياشفيلي
- فلاديمير بويسا
- أكاكي جوجيا
- كاخابير تسخادادزي